# Actinodaphne leiophylla
Actinodaphne leiophylla là loài thực vật có hoa trong họ Nguyệt quế. Loài này được (Kurz) Hook. f. miêu tả khoa học đầu tiên năm 1890.